# Řád Šalomounovy pečeti
Řád Šalomounovy pečeti byl řád Etiopského císařství. Založen byl habešským císařem Janem IV. Etiopským v roce 1874. Udílen byl jako dynastický řád příslušníkům císařské rodiny, jako diplomatický řád cizím hlavám států a jako záslužný řád občanům Etiopie za mimořádné služby státu.

## Historie a pravidla udílení
Řád byl založen habešským císařem Janem IV. Etiopským v roce 1874 jako nejvyšší státní vyznamenání. Dynastie Šalomounovců odvozuje svůj původ od nemanželských potomků izraelského krále Šalomouna a královny ze Sáby, a tak i řád měl podobu pečeti zakladatele dynastie. V roce 1930 byla nejvyšší třída řetězu vyčleněna do samostatného řádu. Nově vzniklý Řád Šalomounův se následně stal nejvyšším státním vyznamenáním Etiopského císařství.
Řád Šalomounovy pečeti byl udílen příslušníkům císařské rodiny, cizím hlavám států i dalším osobám za mimořádné služby státu.
Po pádu etiopské monarchie v roce 1974 je řád nadále udílen jako dynastický řád Šalomounovců.

## Insignie
Řádový odznak má tvar zlaté Davidovy hvězdy. Uprostřed hvězdy je zeleně smaltovaný jetelový kříž, ve kterém je zlatý latinský kříž. Latinský kříž je u nižších tříd pokryt smaltem. Ke stuze je odznak připojen pomocí přechodového prvku v podobě zlaté etiopské koruny.
Řádová hvězda je osmicípá s jednotlivými cípy složenými s různě dlouhých paprsků. Uprostřed je položen řádový odznak bez koruny.
Stuha je zelená.

## Třídy
Původně byl řád udílen v pěti řádných třídách. V roce 1922 k němu císařovna Zauditu I. přidala nejvyšší třídu řetězu. Tuto třídu následně vyčlenil do samostatného řádu habešský císař Haile Selassie I. Členové řádu jsou oslovováni titulem rytíř či dáma a mohou za svým jménem používat postnominální písmena KSS či DSS.
- řetěz (1922–1930) – Počet žijících členů této třídy byl omezen na 5. Vyznamenání této třídy udělená příslušníkům císařské rodiny se do limitu nepočítala.
- velkostuha – Počet žijících členů této třídy byl omezen na 15.
- velkodůstojník – Počet žijících členů této třídy byl omezen na 25.
- komtur – Počet žijících členů této třídy byl omezen na 35.
- důstojník – Počet žijících členů této třídy byl omezen na 45.
- rytíř – Počet žijících členů této třídy byl omezen na 55.